# 電リクワイド GO!GO!サタデイ
電リクワイド GO!GO!サタデイ（でんリクワイド ゴーゴーサタデイ）は、STVラジオ（当時は札幌テレビ放送ラジオ局）が1971年10月2日から1983年4月2日まで放送していた土曜日昼の生ワイド番組。

## 概要
1971年10月開始の本番組よりSTVラジオの土曜昼の時間帯に2時間以上のワイド番組が設けられ、本番組はその土曜昼ワイドの基礎を作った。当初の本番組は「ニュースと娯楽を二本柱としたワイド版」としてその二つをスピーディーに、リスナーからの便りとリクエストをはさんで随時入ってくる生の情報を届ける番組としていた。
最初番組タイトルは『GO!GO!サタデイ』だったが、1977年10月頃より本番組の構成に電話リクエストが導入され、タイトルの頭に『電リクワイド』が追加された。
1982年4月に、比較的ヤング層をリスナー対象としていたものから、対象年齢を高めに設定したアダルト志向の番組へと大幅に変更。
1983年4月、放送開始から11年6か月で終了。後番組は『ウイークエンドバラエティ 日高晤郎ショー』。

## 放送時間
| 期間                   | 放送時間                      |
| ---------------------- | ----------------------------- |
| 1971年10月 - 1975年3月 | 土曜日 13:00 - 17:00（240分） |
| 1975年4月 - 1981年3月  | 土曜日 12:00 - 16:00（240分） |
| 1981年4月 - 1983年4月  | 土曜日 12:00 - 15:00（180分） |

## パーソナリティ
- 長南敏雄 （初代パーソナリティ、1973年まで）
- 暮地雅子 （初代パーソナリティ、1973年まで）
- 村上元昭 （1973年 - 1975年）
- 野村洋子 （1973年 - 1975年）
- 笹原嘉弘 （1975年 - 1977年）
- 川俣倫子 （1975年 - 1977年）
- 巻山晃 （1977年 - 1981年3月、1982年4月 - 1983年3月 ※最終期パーソナリティ）
- 加藤恵子 （1977年 - 1978年3月）
- 桂小益 （1977年 - 1978年）
- 堺菜穂子 （1978年4月 - 1979年、1981年4月 - 1982年9月）
- 南川則子 （1979年 - 1980年3月）
- 太田芳子 （1980年4月 - 1980年9月）
- 石田久美子 （1980年10月 - 1981年3月）
- 和久井薫 （1981年4月 - 1982年3月）
- 権田裕子 （1982年10月 - 1983年3月 ※最終期パーソナリティ）

## 主なコーナー
初期のコーナー（1971年から）
- 歌のカレンダー （1972年頃まで）
- ポケットジョッキー （1973年頃まで）
- ミキとミキの歌謡曲 （1972年頃まで）
- コロムビア 今週のヒットコーナー （1975年まで[4]）
- 歌のヤングジョッキー （1972年頃まで）
- ミュージック・ネットワーク （1973年頃まで）

1972年
- リンレイジャック スタンドリクエスト （1975年まで[4]）
- あの人はいま…？ （1975年頃まで）
- 二人で行こう歌謡曲
- ダイヤル情報
- 歌謡一直線

1973年
- 歌謡ダービー
- ドッキング・テレフォン[2] （1975年まで[4]）
- 週末レポート[2] （1975年まで[4]）
- ラジオ伝言板[2] （1975年まで[4]）
- 三越ヤングステージ[2] （1975年まで[4]）
- 滑川幸雄のこれが狙い目[2] （1975年頃まで[5]）

1974年
- アピールしよう[3]
- 大もの釣り情報[3] （1975年まで[4]）
- レジャー情報[3]
- フォーク・タウン[3]
- ランランクイズ[3]
- 歌謡リレークイズ[3] （1975年まで[4]）

1975年
- 人気歌手ベストテン[4]
- 歌謡スピードクイズ[4]
- ふるさと電話[5]
- GO!GO!必殺見つけ人[5]
- 愛の証言・あの場所あの言葉[5]
- 想い出の軽音楽[5]
- ヒットばせ50 盛り場はやり唄[6]
- ヒットばせ50オーディション[6]
- ヒットばせ50大投票[6]
- GO!GO!電報[6]

1976年
- ビバ！リサーチ[7]
- 北海道ヒットばせ50[7]
- GO!GO!コール[7]
- 懐メロスターメドレー[7]

1977年
- あなたがレポーター[8]
- けんかのあとで口づけを[8]
- ふるさとキャンペーン[8]

1978年
- GO!GO!リクエスト
- とびだせ小益
- 1時のヨイショ！
- 2時のヨイショ！

その後
- 鈴木幸弘の酪農講座[10]
- ランラン街角リクエスト
- 知床だより
- ブック メインレース展望

1981年当時
- 言いたい放題
- ここだけの話
  - 以上2コーナーへの電話出演者には、「週末手当て」として2000円がプレゼントされていた[11]。
- アタック・ペンギン[12]
- ニューミュージックベスト10 （工藤準基、真島圭子（1980年・1981年当時）他。1981年4月まで）[12]

1982年当時
- ライバル対抗歌合戦[9]
- おこたえマン登場[9]
- ジャンケンスペシャル[9]
  - 他

15時（午後3時）台を本番組枠に包含していた頃は、中央競馬実況中継を挿入していた時期有り